# カスミソウ属
カスミソウ属（カスミソウぞく）は、ナデシコ科の属の1つ。学名はGypsophila。ラテン名のままでギプソフィラやシプソフィラなどともいう。Gypsophilaとは、「ギプス（石膏）を愛す」という意味である。ユーラシアの温帯地方を中心に100-150種程度が分布する。

## 主な種
カスミソウ (G. elegans)
ムレナデシコ（群撫子）ともいう。主に家庭で花壇または仏花用に栽培されている耐寒性または半耐寒性の一年草。花は白花の他に淡いピンクがある。秋にまくと春に、春播きはだいたいまいてから2か月半くらいで開花する。
宿根カスミソウ (G. paniculata)
コゴメナデシコ（小米撫子）、ハナイトナデシコ（花糸撫子）ともいう。温室やビニールハウスで営利栽培されることが多い。花は八重咲きの物が多く、周年出荷されている。タネが売られているが、これは温室用品種の、接ぎ木の台木にするものである。花は一重咲きで、夏の一時期にしか咲かない。
矮性カスミソウ（G. muralis）
ヌカイトナデシコ（糠糸撫子）、ヌカイトカスミソウ（糠糸霞草）ともいう。